# Koninklijke Nederlandse Hockey Bond
De Koninklijke Nederlandse Hockey Bond (KNHB) is de Nederlandse organisatie voor veld- en zaalhockey. De organisatie telt anno 2018 circa 50 medewerkers en behartigt de belangen van de hockeyverenigingen, met in totaal circa 255.000 leden. 

## Oprichting
Op 8 oktober 1898 werd de Nederlandsche Hockey & Bandy Bond in Hotel Krasnapolsky te Amsterdam opgericht in een speciale vergadering die door Jhr. Ch. van de Poll werd geleid. Bij deze vergadering waren vertegenwoordigers aanwezig van de clubs Amsterdamsche Hockey & Bandy Club, Haarlemsche Hockey & Bandy Club, Hockey & Bandy Club Velsen, Haagsche Hockey & Bandy Club, Zwolle Hockey & Bandy Club en de Delftsche Studenten Hockey Club.

## Organisatie
Het bondsbureau is gevestigd in De Weerelt van Sport te Utrecht. Tot 2017 was dit het Huis van de Sport in Nieuwegein. De organisatie telt anno 2018 ongeveer 50 mensen. Voorzitter van de bond is Erik Cornelissen en directeur is Erik Gerritsen. 

### Bondsvoorzitters
- Sinds 2014 Erik Cornelissen
- 2006-2014 Jan Albers
- 1998-2006 André Bolhuis
- 1989-1998 Wim Cornelis
- 1982-1989 Sjoerd Bouma
- 1975-1982 Frans Sijmons
- 1969-1975 Koos Idenburg
- 1962-1969 Mr. H.E.A.M. Zinnicq Bergmann
- 1955-1962 Drs. W.F. Westermann
- 1938-1955 Jhr.Mr. W.C. Hooft Graafland
- 1930-1938 R.J.C. baron van Pallandt
- 1920-1930 J.D. Tresling
- 1912-1920 A.B. van Holkema
- 1911-1912 Jhr. J. Feith
- 1910-1911 A.B. van Holkema
- 1907-1910 Mr. A.A. Diemer Kool
- 1898-1907 Jhr. Ch. van de Poll

### Districten
De bond is verder verdeeld in zes districten die zich op bepaalde vlakken met name bezighouden met arbitrage, competities, districtselecties, accommodaties en clubbezoeken. De zes districten zijn:
- District Noord-Nederland
  - Groningen, Friesland, Drenthe
- District Oost-Nederland
  - Overijssel, Gelderland
- District Zuid-Nederland
  - Limburg, Noord-Brabant, Zeeland
- District Noord-Holland
  - Noord-Holland met uitzondering van 't Gooi
- District Midden-Nederland
  - Flevoland, Utrecht, 't Gooi
- District Zuid-Holland

### Ledencijfers
| Jaar     | Leden   | Verschil in % | Verenigingen |
| -------- | ------- | ------------- | ------------ |
| 2019     |         |               | 323          |
| 2018     | 250.255 | -1,49         | 322          |
| 2017     | 254.032 | 0,27          | 322          |
| 2016     | 253.351 | 0,82          | 322          |
| 2015     | 251.287 | 1,08          | 320          |
| 2014     | 248.606 | 3,07          | 322          |
| 2013     | 241.202 | 0,97          | 317          |
| 2012     | 238.895 | 5,82          | 320          |
| 2011     | 225.764 | 2,60          |              |
| 2010     | 220.044 | 2,47          |              |
| 2009     | 214.749 | 5,39          |              |
| 2008     | 203.759 | 3,74          |              |
| 2007     | 196.405 | 4,87          |              |
| 2006     | 187.288 | 3,38          |              |
| 2005     | 181.167 | 7,41          |              |
| 2004     | 168.666 | 6,55          |              |
| 2003     | 158.291 | 1,65          |              |
| 2002     | 155.719 | 5,85          |              |
| 2001     | 147.112 | 7,29          |              |
| 2000     | 137.118 | 2,66          |              |
| 1999     | 133.562 | 3,37          |              |
| 1998     | 129.213 | 1,70          |              |
| "okt-97" | 127.048 | 1,06          |              |
| "jan-97" | 125.718 | -0,30         |              |
| 1996     | 126.090 | -1,06         |              |
| 1995     | 127.440 | -1,00         |              |
| 1994     | 128.731 | -0,12         |              |
| 1993     | 128.889 | 1,51          |              |
| 1992     | 126.973 | -1,52         |              |
| 1991     | 128.931 | 0,72          |              |
| 1990     | 128.011 | -1,49         |              |
| 1989     | 129.952 | 2,36          |              |
| 1988     | 126.957 | -1,63         |              |
| 1987     | 129.067 | 7,55          |              |
| 1984     | 120.005 |               |              |
| 1981     | 107.214 |               |              |
| 1978     | 91.700  |               |              |
| 1969     | 46.090  |               |              |
| 1950     | 14.390  |               |              |
| 1930     | ≈4.000  |               |              |
| 1910     | ≈3.000  |               |              |

## Arbitrage
De KNHB is ook verantwoordelijk voor de wedstrijdleiding, ofwel de scheidsrechters bij het competitiehockey in Nederland. Opleidingen tot club- of bondsscheidsrechters worden verzorgd en de bond heeft een tuchtcommissie die zich onder meer bezighoudt met spelers die een rode kaart hebben gekregen.

## Organisaties
- De KNHB organiseert het Nederlandse veld- en zaalhockey voor mannen en vrouwen. De hoogste afdeling is de Hoofdklasse.

### Competitie
- In het hockey wordt er onderscheid gemaakt tussen de jeugd en de senioren. Alle jeugd in Nederland speelt competitie op zaterdag, terwijl alle senioren (heren, dames en veteranen) hun competities op zondag spelen. In sommige gevallen is het mogelijk om hiervan af te wijken.
- De hockeyclubs zijn ongeveer verdeeld in de zes hierboven genoemde geografische districten. Afhankelijk van welk niveau een elftal speelt bij de senioren kan er op landelijk niveau of meer op districtsniveau competitie worden gespeeld. Er kan aan het eind van het seizoen naar een hoger niveau worden gepromoveerd of naar een lager niveau worden gedegradeerd. Anders dan bij de senioren, speelt de jeugd in het najaar voorcompetitie om te bepalen op welk niveau er gespeeld gaat worden. Deze voorcompetities worden dan ingedeeld op basis van de resultaten in het voorgaande seizoen.
- Bij de senioren (heren en dames) wordt er onderscheid gemaakt in de eerste elftallen van een club (het zogenaamde standaardelftal, Heren 1/Dames 1) en de overige elftallen (de zogenaamde reserve-elftallen). De standaardelftallen spelen in de bondscompetities van de KNHB, de reserve-elftallen in de reservecompetities. Deze scheiding dateert vanaf het seizoen 1967/68. Op verzoek van een club kunnen standaardelftallen ook uitkomen in de reservecompetitie, bijvoorbeeld als het niveau in de standaardklasse te hoog is of als de club minder prestatiegericht is.

### Huidige bondscompetitiestructuur
| Niveau | Klasse                                             | Klasse                                             | Klasse                                             | Klasse                                             | Klasse                                             | Klasse                                             | Klasse                                             | Klasse                                             | Klasse                                             | Klasse                                             | Klasse                                             | Klasse                                             |
| ------ | -------------------------------------------------- | -------------------------------------------------- | -------------------------------------------------- | -------------------------------------------------- | -------------------------------------------------- | -------------------------------------------------- | -------------------------------------------------- | -------------------------------------------------- | -------------------------------------------------- | -------------------------------------------------- | -------------------------------------------------- | -------------------------------------------------- |
| 1      | Hoofdklasse Mannen 12 clubs Vrouwen 12 clubs       | Hoofdklasse Mannen 12 clubs Vrouwen 12 clubs       | Hoofdklasse Mannen 12 clubs Vrouwen 12 clubs       | Hoofdklasse Mannen 12 clubs Vrouwen 12 clubs       | Hoofdklasse Mannen 12 clubs Vrouwen 12 clubs       | Hoofdklasse Mannen 12 clubs Vrouwen 12 clubs       | Hoofdklasse Mannen 12 clubs Vrouwen 12 clubs       | Hoofdklasse Mannen 12 clubs Vrouwen 12 clubs       | Hoofdklasse Mannen 12 clubs Vrouwen 12 clubs       | Hoofdklasse Mannen 12 clubs Vrouwen 12 clubs       | Hoofdklasse Mannen 12 clubs Vrouwen 12 clubs       | Hoofdklasse Mannen 12 clubs Vrouwen 12 clubs       |
| 2      | Promotieklasse Mannen 12 clubs Vrouwen 12 clubs    | Promotieklasse Mannen 12 clubs Vrouwen 12 clubs    | Promotieklasse Mannen 12 clubs Vrouwen 12 clubs    | Promotieklasse Mannen 12 clubs Vrouwen 12 clubs    | Promotieklasse Mannen 12 clubs Vrouwen 12 clubs    | Promotieklasse Mannen 12 clubs Vrouwen 12 clubs    | Promotieklasse Mannen 12 clubs Vrouwen 12 clubs    | Promotieklasse Mannen 12 clubs Vrouwen 12 clubs    | Promotieklasse Mannen 12 clubs Vrouwen 12 clubs    | Promotieklasse Mannen 12 clubs Vrouwen 12 clubs    | Promotieklasse Mannen 12 clubs Vrouwen 12 clubs    | Promotieklasse Mannen 12 clubs Vrouwen 12 clubs    |
| 3      | Overgangsklasse A Mannen 12 clubs Vrouwen 12 clubs | Overgangsklasse A Mannen 12 clubs Vrouwen 12 clubs | Overgangsklasse A Mannen 12 clubs Vrouwen 12 clubs | Overgangsklasse A Mannen 12 clubs Vrouwen 12 clubs | Overgangsklasse A Mannen 12 clubs Vrouwen 12 clubs | Overgangsklasse A Mannen 12 clubs Vrouwen 12 clubs | Overgangsklasse B Mannen 12 clubs Vrouwen 12 clubs | Overgangsklasse B Mannen 12 clubs Vrouwen 12 clubs | Overgangsklasse B Mannen 12 clubs Vrouwen 12 clubs | Overgangsklasse B Mannen 12 clubs Vrouwen 12 clubs | Overgangsklasse B Mannen 12 clubs Vrouwen 12 clubs | Overgangsklasse B Mannen 12 clubs Vrouwen 12 clubs |
| 4      | Eerste Klasse A Mannen 12 clubs Vrouwen 12 clubs   | Eerste Klasse A Mannen 12 clubs Vrouwen 12 clubs   | Eerste Klasse A Mannen 12 clubs Vrouwen 12 clubs   | Eerste Klasse B Mannen 12 clubs Vrouwen 12 clubs   | Eerste Klasse B Mannen 12 clubs Vrouwen 12 clubs   | Eerste Klasse B Mannen 12 clubs Vrouwen 12 clubs   | Eerste Klasse C Mannen 12 clubs Vrouwen 12 clubs   | Eerste Klasse C Mannen 12 clubs Vrouwen 12 clubs   | Eerste Klasse C Mannen 12 clubs Vrouwen 12 clubs   | Eerste Klasse D Mannen 12 clubs Vrouwen 12 clubs   | Eerste Klasse D Mannen 12 clubs Vrouwen 12 clubs   | Eerste Klasse D Mannen 12 clubs Vrouwen 12 clubs   |
| 5      | Tweede Klasse A Mannen 12 clubs Vrouwen 12 clubs   | Tweede Klasse A Mannen 12 clubs Vrouwen 12 clubs   | Tweede Klasse A Mannen 12 clubs Vrouwen 12 clubs   | Tweede Klasse B Mannen 12 clubs Vrouwen 12 clubs   | Tweede Klasse B Mannen 12 clubs Vrouwen 12 clubs   | Tweede Klasse B Mannen 12 clubs Vrouwen 12 clubs   | Tweede Klasse C Mannen 12 clubs Vrouwen 12 clubs   | Tweede Klasse C Mannen 12 clubs Vrouwen 12 clubs   | Tweede Klasse C Mannen 12 clubs Vrouwen 12 clubs   | Tweede Klasse D Mannen 12 clubs Vrouwen 12 clubs   | Tweede Klasse D Mannen 12 clubs Vrouwen 12 clubs   | Tweede Klasse D Mannen 12 clubs Vrouwen 12 clubs   |
| 6      | Derde Klasse A Mannen 12 clubs Vrouwen 12 clubs    | Derde Klasse A Mannen 12 clubs Vrouwen 12 clubs    | Derde Klasse A Mannen 12 clubs Vrouwen 12 clubs    | Derde Klasse B Mannen 12 clubs Vrouwen 12 clubs    | Derde Klasse B Mannen 12 clubs Vrouwen 12 clubs    | Derde Klasse B Mannen 12 clubs Vrouwen 12 clubs    | Derde Klasse C Mannen 12 clubs Vrouwen 12 clubs    | Derde Klasse C Mannen 12 clubs Vrouwen 12 clubs    | Derde Klasse C Mannen 12 clubs Vrouwen 12 clubs    | Derde Klasse D Mannen 12 clubs Vrouwen 12 clubs    | Derde Klasse D Mannen 12 clubs Vrouwen 12 clubs    | Derde Klasse D Mannen 12 clubs Vrouwen 12 clubs    |
| 7      | Vierde Klasse A Mannen 12 clubs Vrouwen 11 clubs   | Vierde Klasse A Mannen 12 clubs Vrouwen 11 clubs   | Vierde Klasse B Mannen 11 clubs Vrouwen 12 clubs   | Vierde Klasse B Mannen 11 clubs Vrouwen 12 clubs   | Vierde Klasse C Mannen 11 clubs Vrouwen 8 clubs    | Vierde Klasse C Mannen 11 clubs Vrouwen 8 clubs    | Vierde Klasse D Mannen 12 clubs Vrouwen 11 clubs   | Vierde Klasse D Mannen 12 clubs Vrouwen 11 clubs   | Vierde Klasse E Mannen 7 clubs Vrouwen 12 clubs    | Vierde Klasse E Mannen 7 clubs Vrouwen 12 clubs    | Vierde Klasse F Mannen 8 clubs Vrouwen 12 clubs    | Vierde Klasse F Mannen 8 clubs Vrouwen 12 clubs    |

### Internationale toernooien
- Op 9 oktober 1993 kende de FIH de organisatie voor het allereerste dubbel WK hockey toe aan Nederland bij het 100-jarig bestaan van de KNHB in 1998. Eerder werden de WK's van 1986 (vrouwen, Amstelveen) en 1973 (mannen, Amstelveen) eveneens door de KNHB georganiseerd. Dit dubbele WK dat werd gehouden in Stadion Galgenwaard in Utrecht droeg bij aan de groei van het aantal hockeyers en de hockeysport algemeen.
- Op 18 oktober 2007 maakte de EHF bekend dat Nederland in 2009 beide Europese kampioenschappen mocht organiseren (zowel bij de mannen als bij de vrouwen). Deze vonden plaats van 19 t/m 30 augustus in het Wagener-stadion te Amstelveen.[3]
- Op 11 november 2010 maakte de FIH bekend dat Nederland in 2014 voor de tweede maal zowel het Wereldkampioenschap hockey voor mannen als voor vrouwen mag organiseren. Dit dubbel-WK vond plaats van 31 mei tot en met 15 juni 2014 in het Kyocera Stadion van voetbalclub ADO Den Haag.[4]
- Tijdens dat WK besloot de EHF om het Europees kampioenschap hockey 2017 voor mannen en vrouwen toe te wijzen aan Amstelveen, waarvoor het Wagener-stadion een grote vernieuwing ondergaat.[5]